# Eriogonum strictum
Eriogonum strictum är en slideväxtart som beskrevs av George Bentham. Eriogonum strictum ingår i släktet Eriogonum och familjen slideväxter.

## Underarter
Arten delas in i följande underarter:
- E. s. anserinum
- E. s. greenei
- E. s. proliferum